# Johnny Weissmuller
Johnny Weissmuller (2 tháng 6 năm 1904 - 20 tháng 1 năm 1984) là một vận động viên bơi lội và diễn viên người Mỹ gốc Áo gốc Hungary, nổi tiếng với vai người đàn ông vượn Targar của Edgar Rice Burroughs trong các bộ phim của những năm 1930 và 1940 và là một trong những người cạnh tranh tốt nhất hồ sơ bơi lội của thế kỷ 20.
Weissmuller là một trong những vận động viên bơi nhanh nhất thế giới trong thập niên 1920, giành được 5 huy chương vàng Olympic cho môn bơi lội và một huy chương đồng cho môn bóng nước. Ông là người đầu tiên phá vỡ rào cản một phút cho tự do 100 mét, và là người đầu tiên bơi tự do 440 yard dưới năm phút. Anh đã giành được năm mươi hai giải vô địch quốc gia của Hoa Kỳ, lập hơn 50 kỷ lục thế giới (trải đều cả tự do và ngửa), và hoàn toàn bất bại trong cuộc thi chính thức trong toàn bộ sự nghiệp thi đấu của mình. Sau khi giã từ các cuộc thi, anh trở thành diễn viên thứ sáu để thể hiện Tarzan, một vai diễn anh đóng trong mười hai bộ phim truyện. Hàng chục diễn viên khác cũng đã đóng Tarzan, nhưng Weissmuller là người nổi tiếng nhất. Tiếng hét Tarzan đặc biệt của Weissmuller vẫn thường được sử dụng trong các bộ phim trong di sản của ông.

## Tiểu sử
Johann Weißmüller là một người gốc Đức về phía cha ông, con trai lớn của Peter Weißmüller và vợ Elisabeth (nhũ danh Kersch), cả người Banat Swabian, một dân tộc Đức ở phía đông nam Vương quốc Hungary. Johann có một anh chị em, một em trai, Peter. Nơi sinh thường được chấp nhận của ông là ở Szabadfalva (Freidorf), Đế quốc Áo-Hung, ngày nay thuộc Timișoara (Temeschwar), Romania. Các ghi chép của Nhà thờ Thánh Rochus ở Freidorf cho thấy Johann, con trai của Peter và Elisabeth (nhũ danh Kersch) Weissmüller, đã được rửa tội ở đó vào ngày 5 tháng 6 năm 1904, ba ngày sau khi sinh. Theo luật hiện đại, tên của ông được ghi là János Weissmüller. Tuy nhiên, danh sách của con tàu từ khi gia đình anh đến đảo Ellis liệt kê nơi sinh của anh là Párdány, Vương quốc Hungary (Međa ngày nay, Žitište, Serbia, gần biên giới Rumani)